# Neobezzia termophila
Neobezzia termophila är en tvåvingeart som beskrevs av Gustavo R. Spinelli 1985. Neobezzia termophila ingår i släktet Neobezzia och familjen svidknott. Inga underarter finns listade i Catalogue of Life.